# Jerome Ehlers
Pour les articles homonymes, voir Ehlers.
Jerome Francis Ehlers, né le 20 décembre 1958 à Perth et mort le 9 août 2014 (à 55 ans) à Sydney, est un acteur et scénariste australien.

## Filmographie

### Cinéma
- 1990 : Mr Quigley l'Australien : Coogan
- 1990 : Weekend with Kate : Jon Thorne
- 1991 : Deadly : Sergent Tony Bourke
- 1991 : Fatal Bond : Joe Martinez
- 1995 : Swinger (court-métrage) : Macmillan
- 1999 : Two Hands : Busker
- 1999 : Change of Heart : Harvey Tate
- 2000 : After the Rain : Michael Silvagni
- 2001 : Le Vieux qui lisait des romans d'amour : Gringo
- 2001 : Cubbyhouse : Harrison / Harlow
- 2005 : Le Grand Raid : Col. H. White
- 2006 : The Marine : Van Buren
- 2012 : My Mind's Own Melody (court-métrage) : docteur
- 2014 : Drive Hard : Bank Chairman

### Télévision
- 1988 : True Believers (mini-série télévisée)
- 1989 : Darlings of the Gods (TV) : Peter Finch
- 1989 : Bangkok Hilton (mini-série télévisée) : Arkie Ragan
- 1989 : Body Surfer (mini-série télévisée) : Mooney Mooney youth
- 1990 : Contre vents et marées (TV) :  Père Michael Hanlon
- 1992 : À cœur ouvert  (série télévisée) : Grant Williams (épisodes Nothing But the Truth Part 1 & 2)
- 1992 : Marlin Bay (série télévisée) : Christian Beckett
- 1993 : Time Trax (série télévisée) : Nigel Felsham (épisode The Price of Honor)
- 1993 : Irresistible Force (TV) : Kurt
- 1993 : La Rivière infernale (TV) : Ray Masterman
- 1993 : The Feds: Obsession (TV) : Cal Woods
- 1995 : Sahara (TV) : capitaine Halliday
- 1995 : Glad Rags(série télévisée) : Grame M. Marsden / Graeme Marsden (13 épisodes)
- 1995 : Les Nouvelles Aventures de Flipper le dauphin (série télévisée) : Poacher (épisode With Brothers Like This)
- 1995 : Fire (série télévisée) : Vulture (épisode Vendetta II)
- 1996 : Hartley, cœurs à vif (série télévisée) : Max Harrison
- 1997 : Kangaroo Palace (TV) : Simon Seymour
- 1997 : Frontier (mini-série télévisée) : Capitaine Watkin Tench
- 1998 : Brigade des mers (série télévisée) : Peter Klein (épisode Switchback)
- 1998 : Caméléon (TV) : 'Maddy' Madison
- 1999 : Instinct mortel: prise d'otages (TV) : Erickson
- 1999 : Witch Hunt (TV) : Détective Jack Maitland
- 1999 : Stingers (série télévisée) : Frank Manscuro (épisode House Rules)
- 1999 - 2001 : The Lost World (série télévisée) : 5 épisodes
- 2000 : Tales of the South Seas (série télévisée) : Villain (épisode Lessons for a Warrior)
- 2000 : Cauchemar virtuel (TV)
- 2001 : Ballykissangel (série télévisée) : Barry (épisode Getting Better All the Time)
- 2001 : BeastMaster, le dernier des survivants (série télévisée) : Dagan (épisode Game of Death)
- 2001 : Shirley Temple : La Naissance d'une star (TV) : John Ford
- 2001 : The Wilde Girls (TV) : Toby
- 2002 : Jeopardy (série télévisée) : Joe - voleur de diamants (3 épisodes)
- 2002 : Péril sur Sydney (TV) : Emmett Larkin
- 2002 : Croisière à haut risque (TV) : Capitaine Kevin Blake
- 2003 : Through My Eyes (TV) : Odontologue Ken Brown
- 2006 : Virus - Nouvelle menace (TV) : Chad Sinclair
- 2006 : All Saints (série télévisée) : Richard Reinheart (épisode Drawing the Line)
- 2006 : Monarch Cove (série télévisée) : Sam Lee
- 2007 : The Starter Wife (mini-série télévisée) : Directeur (épisodes Hour 1 et Hour 5)
- 2008 - 2009 : Packed to the Rafters (série télévisée) : Tony Westaway (épisodes How Did We Get Here?, Self Made Man et What a Difference a Year Makes)
- 2009 : East of Everything (série télévisée) : Mitch (épisode Secrets and Lies)
- 2010 : Sea Patrol (série télévisée) : Peter (épisode Paradise Lost)
- 2011 : Crownies (série télévisée) : Rhys Kowalski (22 épisodes)
- 2012 - 2013 : House Husbands (série télévisée) : David
- 2014 : Rake (série télévisée) : M'aitre D

## Scénariste
- 2010 : After the Rain